# Józef Bortnowski
Józef Michał Bortnowski (ur. 23 stycznia 1858 w majątku Dołkowo, powiat kobryński, zm. 30 czerwca 1923 w Łodzi) – prezydent Łomży (1890–1897) i Zgierza (1912–1914).

## Życiorys
Początkowo rodzina Bortnowskich mieszkała w guberni grodzieńskiej. Około 1870 przenieśli się do Mokobodów, gdzie ojciec Bortnowskiego, pracował jako kancelista w Skupiach. Józef Bortnowski po ukończeniu szkoły, ok. 1880 zamieszkał w Warszawie, gdzie pracował w kancelarii guberni warszawskiej. Następnie pracował jako młodszy pomocnik w kancelarii guberni piotrkowskiej, a od około 1884 jako księgowy łomżyńskiej rady społecznej w guberni łomżyńskiej. W latach ok. 1890–1897 piastował stanowisko prezydenta Łomży.
Przed 1912 piastował stanowisko zastępcy naczelnika powiatu kolneńskiego. W 1912 został mianowany przez gubernatora piotrkowskiego na prezydenta Zgierza. W 1914 wraz z wybuchem I wojny światowej, przestał piastować stanowisko i do wiosny 1915 roku był przewodniczącym Komitetu Obywatelskiego Zgierza. Po I wojnie światowej uczestniczył bezskutecznie w wyborach na prezydenta Zgierza. Na początku lat 20. XX w. zamieszkał w Łodzi.

### Życie prywatne
Był synem Aleksandra Bortnowskiego i Julii z d. Bogdanowicz. Bortnowski miał siedmioro rodzeństwa. W 1889 wziął ślub z Eugenią Marią Ryczyńską. Mieli troje dzieci – Jerzego, Eugeniusza i Włodzimierza. Został pochowany w części rzymskokatolickiej Starego Cmentarza w Łodzi.
Jego prawnukiem jest producent filmowy – Adam Bortnowski.